# Temporada 1997-98 de los Toronto Raptors
La temporada 1997-98 fue la tercera de los Toronto Raptors en la NBA. La temporada regular acabó con 16 victorias y 66 derrotas, ocupando el decimoquinto y último puesto de la conferencia Este, no logrando clasificarse para los playoffs.

## Elecciones en elDraft
| Ronda | Puesto | Jugador       | Posición | Nacionalidad   | Universidad |
| ----- | ------ | ------------- | -------- | -------------- | ----------- |
| 1     | 9      | Tracy McGrady | Alero    | Estados Unidos |             |

## Temporada regular
| División Central      | División Central | División Central | División Central | División Central | División Central | División Central | División Central | División Central |
| Equipo                | G                | P                | %                | PD               | Casa             | Fuera            | Div              |                  |
| --------------------- | ---------------- | ---------------- | ---------------- | ---------------- | ---------------- | ---------------- | ---------------- | ---------------- |
| y-Chicago Bulls       | 62               | 20               | .756             | –                | 37–4             | 25–16            | 21–7             |                  |
| x-Indiana Pacers      | 58               | 24               | .707             | 4                | 32–9             | 26–15            | 19–9             |                  |
| x-Charlotte Hornets   | 51               | 31               | .622             | 11               | 32–9             | 19–22            | 16–12            |                  |
| x-Atlanta Hawks       | 50               | 32               | .610             | 12               | 29–12            | 21–20            | 19–9             |                  |
| x-Cleveland Cavaliers | 47               | 35               | .573             | 15               | 27–14            | 20–21            | 14–14            |                  |
| Detroit Pistons       | 37               | 45               | .451             | 25               | 25–16            | 12–29            | 12–16            |                  |
| Milwaukee Bucks       | 36               | 46               | .439             | 26               | 21–20            | 15–26            | 9–19             |                  |
| Toronto Raptors       | 16               | 66               | .195             | 46               | 9–32             | 7–34             | 2–26             |                  |

## Estadísticas

### Temporada regular
| Rk | Jugador          | Edad | Pos. | P  | PT | MP   | TC  | TCI  | %TC  | T3  | T3I | %T3  | TL  | TLI | %TL  | RO  | RD  | RT  | AS  | RB  | TAP | BP  | FP  | PTS  |
| -- | ---------------- | ---- | ---- | -- | -- | ---- | --- | ---- | ---- | --- | --- | ---- | --- | --- | ---- | --- | --- | --- | --- | --- | --- | --- | --- | ---- |
| 1  | Damon Stoudamire | 24   | PG   | 49 | 49 | 41.5 | 7.2 | 17.0 | .425 | 1.3 | 4.2 | .317 | 3.7 | 4.3 | .844 | 1.3 | 3.1 | 4.4 | 8.1 | 1.6 | 0.1 | 3.2 | 2.3 | 19.4 |
| 2  | Doug Christie    | 27   | SG   | 78 | 78 | 37.7 | 5.9 | 13.7 | .428 | 1.3 | 3.9 | .326 | 3.5 | 4.2 | .829 | 1.2 | 4.0 | 5.2 | 3.6 | 2.4 | 0.7 | 2.9 | 2.5 | 16.5 |
| 3  | Marcus Camby     | 23   | C    | 63 | 58 | 31.8 | 4.9 | 11.9 | .412 | 0.0 | 0.0 | .000 | 2.4 | 3.9 | .611 | 3.2 | 4.2 | 7.4 | 1.8 | 1.1 | 3.7 | 2.1 | 3.2 | 12.1 |
| 4  | Chauncey Billups | 21   | PG   | 29 | 26 | 31.7 | 3.6 | 10.2 | .349 | 1.5 | 4.7 | .316 | 2.7 | 3.0 | .919 | 0.8 | 1.9 | 2.7 | 3.3 | 1.0 | 0.1 | 1.9 | 1.9 | 11.3 |
| 5  | Walt Williams    | 27   | SF   | 28 | 16 | 31.3 | 4.5 | 11.4 | .392 | 1.8 | 4.6 | .380 | 1.8 | 2.1 | .817 | 1.0 | 3.3 | 4.2 | 2.5 | 1.4 | 0.8 | 1.9 | 3.6 | 12.4 |
| 6  | Dee Brown        | 29   | SG   | 31 | 2  | 29.3 | 4.4 | 9.9  | .446 | 2.1 | 5.1 | .411 | 1.3 | 1.4 | .907 | 0.5 | 2.5 | 2.9 | 3.3 | 1.2 | 0.5 | 1.3 | 1.5 | 12.2 |
| 7  | John Wallace     | 23   | SF   | 82 | 36 | 28.8 | 5.7 | 11.9 | .478 | 0.0 | 0.0 | .500 | 2.6 | 3.6 | .717 | 1.4 | 3.1 | 4.5 | 1.3 | 0.8 | 1.2 | 2.1 | 2.9 | 14.0 |
| 8  | Gary Trent       | 23   | PF   | 13 | 7  | 27.3 | 4.9 | 11.2 | .438 | 0.0 | 0.2 | .000 | 2.4 | 3.8 | .633 | 3.3 | 4.7 | 8.0 | 1.1 | 0.6 | 0.6 | 1.7 | 3.5 | 12.2 |
| 9  | Oliver Miller    | 27   | C    | 64 | 53 | 25.4 | 2.7 | 5.8  | .461 | 0.0 | 0.1 | .000 | 1.0 | 1.6 | .604 | 2.3 | 4.0 | 6.3 | 3.1 | 0.9 | 1.1 | 2.0 | 2.9 | 6.3  |
| 10 | Popeye Jones     | 27   | PF   | 14 | 4  | 25.1 | 3.7 | 9.1  | .409 | 0.1 | 0.2 | .667 | 1.0 | 1.4 | .737 | 3.6 | 3.7 | 7.3 | 1.3 | 0.7 | 0.2 | 1.1 | 2.8 | 8.6  |
| 11 | Reggie Slater    | 27   | PF   | 78 | 28 | 21.3 | 2.7 | 5.9  | .460 | 0.0 | 0.0 |      | 2.6 | 4.1 | .630 | 1.7 | 2.2 | 3.9 | 0.9 | 0.6 | 0.4 | 1.3 | 2.6 | 8.0  |
| 12 | Carlos Rogers    | 26   | PF   | 18 | 0  | 19.5 | 2.5 | 4.8  | .517 | 0.0 | 0.1 | .000 | 1.0 | 1.8 | .563 | 1.9 | 1.7 | 3.6 | 0.9 | 0.5 | 0.4 | 0.7 | 1.9 | 6.0  |
| 13 | Žan Tabak        | 27   | C    | 39 | 29 | 19.3 | 3.0 | 6.4  | .466 | 0.0 | 0.0 | .000 | 0.4 | 1.2 | .333 | 1.5 | 2.4 | 3.9 | 0.9 | 0.4 | 0.7 | 1.1 | 3.0 | 6.4  |
| 14 | Tracy McGrady    | 18   | SF   | 64 | 17 | 18.4 | 2.8 | 6.2  | .450 | 0.2 | 0.6 | .341 | 1.2 | 1.7 | .712 | 1.6 | 2.6 | 4.2 | 1.5 | 0.8 | 1.0 | 1.0 | 1.3 | 7.0  |
| 15 | Alvin Williams   | 23   | SG   | 13 | 3  | 15.9 | 1.2 | 3.4  | .364 | 0.2 | 0.3 | .500 | 0.5 | 0.8 | .636 | 0.4 | 1.2 | 1.6 | 1.5 | 0.6 | 0.1 | 0.6 | 1.5 | 3.2  |
| 16 | Shawn Respert    | 25   | SG   | 47 | 4  | 14.8 | 2.0 | 4.4  | .450 | 0.5 | 1.4 | .373 | 0.9 | 1.1 | .815 | 0.6 | 0.9 | 1.6 | 0.9 | 0.6 | 0.0 | 0.7 | 1.2 | 5.5  |
| 17 | Lloyd Daniels    | 30   | SG   | 6  | 0  | 13.7 | 2.0 | 4.8  | .414 | 0.3 | 1.5 | .222 | 1.3 | 1.7 | .800 | 0.7 | 0.5 | 1.2 | 0.7 | 0.5 | 0.3 | 0.7 | 0.7 | 5.7  |
| 18 | Roy Rogers       | 24   | PF   | 6  | 0  | 11.5 | 1.0 | 2.8  | .353 | 0.0 | 0.0 |      | 0.2 | 0.7 | .250 | 1.3 | 0.7 | 2.0 | 0.2 | 0.2 | 0.7 | 0.7 | 2.0 | 2.2  |
| 19 | John Thomas      | 22   | PF   | 21 | 0  | 8.0  | 0.7 | 1.6  | .424 | 0.0 | 0.0 |      | 0.7 | 1.0 | .714 | 0.8 | 1.0 | 1.7 | 0.2 | 0.1 | 0.1 | 0.6 | 1.5 | 2.0  |
| 20 | Chris Garner     | 22   | PG   | 38 | 0  | 7.7  | 0.6 | 1.8  | .329 | 0.1 | 0.4 | .286 | 0.1 | 0.2 | .429 | 0.2 | 0.4 | 0.6 | 1.2 | 0.6 | 0.1 | 0.7 | 1.3 | 1.4  |
| 21 | Tim Kempton      | 34   | PF   | 5  | 0  | 6.4  | 0.4 | 1.4  | .286 | 0.0 | 0.0 |      | 0.0 | 0.0 |      | 0.8 | 0.2 | 1.0 | 0.4 | 0.2 | 0.4 | 0.8 | 1.4 | 0.8  |
| 22 | Sharone Wright   | 25   | C    | 7  | 0  | 6.3  | 1.0 | 2.0  | .500 | 0.0 | 0.0 |      | 0.3 | 0.6 | .500 | 0.1 | 1.1 | 1.3 | 0.6 | 0.0 | 0.0 | 0.3 | 1.0 | 2.3  |
| 23 | Bob McCann       | 33   | SF   | 1  | 0  | 5.0  | 0.0 | 1.0  | .000 | 0.0 | 0.0 |      | 0.0 | 0.0 |      | 0.0 | 1.0 | 1.0 | 0.0 | 0.0 | 0.0 | 0.0 | 1.0 | 0.0  |
| 24 | Ed Stokes        | 26   | C    | 4  | 0  | 4.3  | 0.3 | 0.8  | .333 | 0.0 | 0.0 |      | 0.3 | 0.5 | .500 | 0.3 | 0.8 | 1.0 | 0.3 | 0.3 | 0.5 | 0.5 | 1.0 | 0.8  |